# 陳灝 (2002年)
陳灝（Chen Hao，2002年1月11日—），中國男子足球運動員，司職中场，現效力香港超級聯賽球隊標準流浪。

## 球會生涯
陳灝出生於中國广东省广州市，他在小學時開始踢足球。他在十二歲時參與万达集团協助青年球員外流西班牙的計畫，並獲華倫西亞的球探相中，因而加入該隊的青訓學院。2018年，他在万达集团與華倫西亞結束合作後轉投維拉利爾的青訓學院。
2020年，陳灝因新冠病毒病疫情而回到廣州，並在2021年11月移居香港。陳灝在到港後曾在深水埗試腳，及後加盟港甲球會北區，並參與港超球會晉峰的操練。
2022年8月8日，港超升班馬深水埗宣布簽入陳灝。同年10月1日，他在對陣大埔的菁英盃賽事中射入職業生涯首個入球，球隊最終以1–5大敗。2023年4月2日，陳灝再次在對陣大埔的菁英盃賽事中入球，協助球隊以3–2勝出。他的入球獲選為該月的最佳金球。深水埗在季尾自降至甲組，陳灝因而成為自由身球員。
2024年8月25日，陳灝在港會對陣中西區的季前熱身賽中為港會上陣，港會領隊谷卓斯在賽後宣布簽入陳灝。

## 生涯統計

### 球會
最後更新：2025年3月2日
| 效力球會 | 球季     | 聯賽     | 聯賽 | 聯賽 | 國家盃賽 | 國家盃賽 | 聯賽盃賽 | 聯賽盃賽 | 其他 | 其他 | 總計 | 總計 |
| 效力球會 | 球季     | 聯賽     | 上陣 | 入球 | 上陣     | 入球     | 上陣     | 入球     | 上陣 | 入球 | 上陣 | 入球 |
| -------- | -------- | -------- | ---- | ---- | -------- | -------- | -------- | -------- | ---- | ---- | ---- | ---- |
| 北區     | 2021–22  | 港甲     | 0    | 0    | 0        | 0        | 5        | 0        | 0    | 0    | 5    | 0    |
| 深水埗   | 2022–23  | 港超     | 17   | 0    | 1        | 0        | 6        | 2        | 1    | 0    | 25   | 2    |
| 深水埗   | 2023–24  | 港超     | 11   | 1    | 2        | 0        | 5        | 0        | 1    | 0    | 19   | 1    |
| 深水埗   | 總計     | 總計     | 28   | 1    | 3        | 0        | 11       | 2        | 2    | 0    | 44   | 3    |
| 港會     | 2024–25  | 港超     | 12   | 1    | 1        | 0        | 2        | 0        | 1    | 0    | 16   | 1    |
| 生涯總計 | 生涯總計 | 生涯總計 | 40   | 2    | 4        | 0        | 18       | 2        | 3    | 0    | 65   | 4    |

1. ↑  於香港甲組聯賽盃賽事上陣
2. 1 2 3  於賽馬會菁英盃上陣。
3. 1 2 3  於香港高級組銀牌賽事上陣。

## 外部連結
- 在中國香港足球總會上的球員檔案